# Spotkania Trzygławskie
Spotkania Trzygławskie (niem. Trieglaffer Konferenzen) – określenie używane na kongresy polityczno–teologiczne ziemiaństwa Pomorza Zachodniego z pierwszej połowy XIX wieku, których inicjatorem i organizatorem był konserwatywny polityk Adolf von Thadden. Stanowiły one wyraz sprzeciwu junkrów pomorskich dla idei utworzenia Pruskiego Kościoła Unijnego oraz element rodzącego się separatyzmu eklezjalnego w Królestwie Prus po 1817 roku – staroluteranizmu.
Spotkania Trzygławskie odbywały się w latach 1829–1845 w miejscowości Trzygłów pod Gryficami, gdzie pod opieką rodziny von Thaddenów ukrywali się pruscy duchowni ewangeliccy nieuznający unii kościelnej z kalwinistami i manifestujący swoją wierność luterańskim księgom wyznaniowym. Brali w nich udział głównie ziemianie z powiatów: gryfickiego, kamieńskiego, uznamsko–wolińskiego i gryfińskiego.
Efektem konferencji było umocnienie ziemiaństwa pomorskiego w luteranizmie i pietystycznych poglądach religijnych, a także utworzenie po 1845 roku, w sprzeciwie wobec polityki wyznaniowej króla pruskiego, na Pomorzu Zachodnim licznych zborów staroluterańskiego Kościoła Ewangelicko-Luterańskiego, których opiekunami i fundatorami były zwykle pomorskie rodziny szlacheckie.
Spotkania Trzygławskie odegrały pewną rolę w kształtowaniu poglądów Ottona von Bismarcka, który był skoligacony z pomorską rodziną Puttkamerów i bywał gościem w Trzygłowie w majątku Thaddenów.